# Vang Vieng
Vang Vieng (laot. ວັງວຽງ) – miasto w środkowym Laosie, w prowincji Wientian, położone nad rzeką Nam Song. Miejscowość jest popularnym ośrodkiem turystycznym.